# Ikerasak (Upernavik)
Ikerasak [iˈkɜʁasak] (nach alter Rechtschreibung Ikerasak) ist eine wüst gefallene grönländische Siedlung im Distrikt Upernavik in der Avannaata Kommunia.

## Lage
Ikerasak liegt auf der Insel Qeqertaq, auf der 18 km südwestlich Upernavik Kujalleq liegt. Vor Ikerasak verläuft der Sund Sullua. Nur wenig weiter als Upernavik Kujalleq liegt 19 km nordwestlich Kangersuatsiaq.

## Geschichte
Ikerasak wurde erstmals 1798 erwähnt, als dort 23 Menschen lebten. 1806 war der Wohnplatz unbewohnt. 1850 hatte Ikerasak wieder 26 Einwohner. Später war Ikerasak nur noch eine zeitweilig im Jahr bewohnte Siedlung. Anfang des 20. Jahrhunderts ließen sich aber einige Personen dauerhaft in Ikerasak nieder. Ab 1911 war Ikerasak ein Teil der Gemeinde Upernavik Kujalleq. 1918 hatte der Wohnplatz 16 Einwohner, die in sechs Häusern lebten. Ab 1928 wurde Ikerasak wieder nicht dauerhaft bewohnt.